# 남해대교

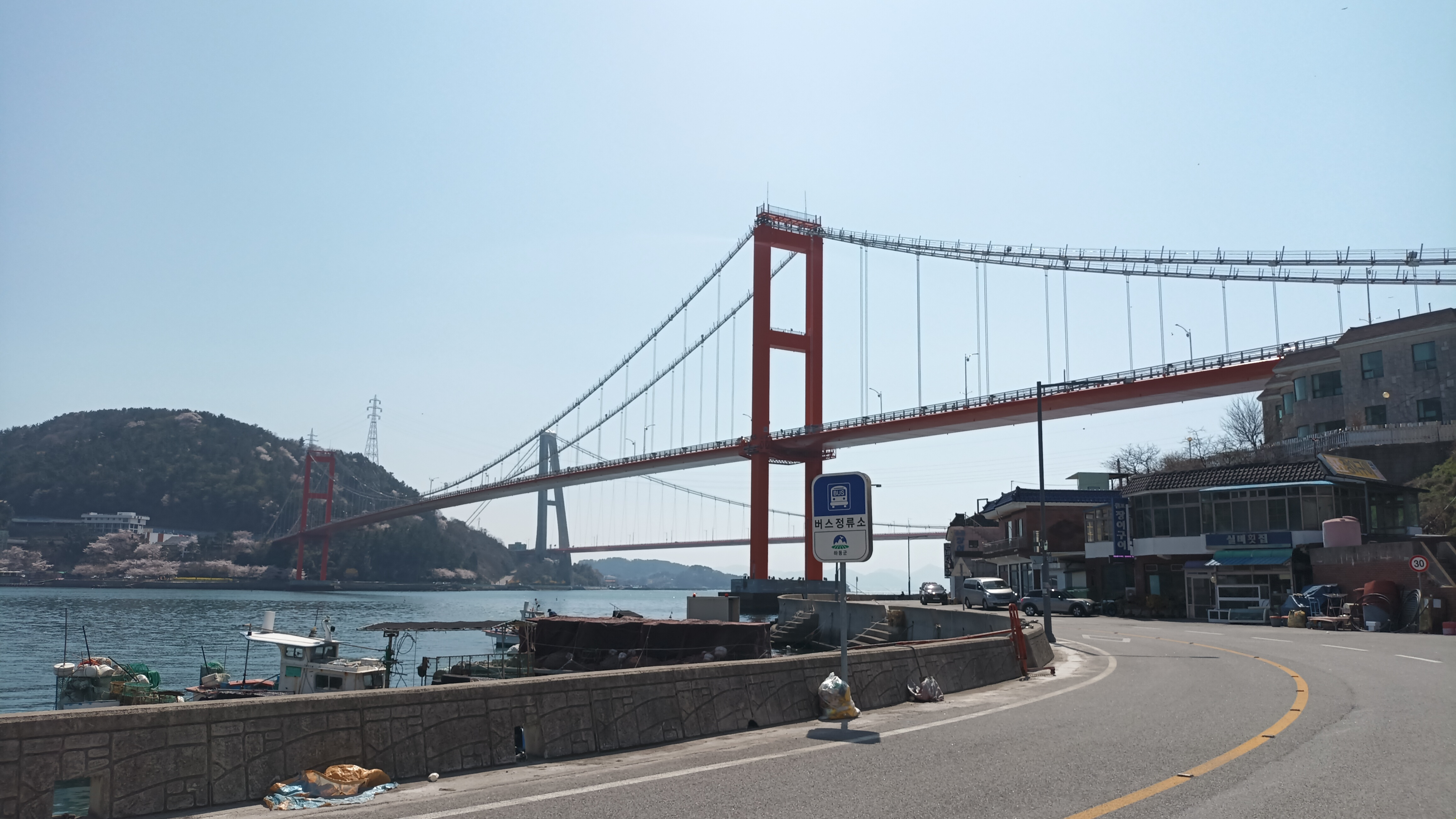
남해대교와 신 남해대교

남해대교(南海大橋)는 경상남도 남해군 설천면 노량리와 하동군 금남면 노량리를 연결한다. 현존하는 대한민국의 가장 오래된 현수교로, 마치 미국의 금문교를 빼다 박은 듯하다.
한려해상국립공원 내에 있으며 기존 국도 제19호선상에 있다. 근처에는 관음포 이충무공 전몰유허지가 있다. 또한 2001년부터 매년 남해대교 아래 해협에서 이충무공 노량해전 승첩제가 열린다.

## 연혁
- 1968년 5월 착공.
- 1973년 6월 22일 : 준공식. 박정희 대통령이 참석하였다.
- 1994년 주탑에 칠한 빨간 페인트가 많이 부식되어 부산국토관리청에서 주탑을 회색으로 칠했다.
- 2003년에 주탑을 다시 빨간색으로 칠했다.
- 2003년 9월 1일부터 남해대교 안전을 위해 통행제한하중을 40톤에서 32.4톤으로 변경했다.[4]

## 같이 보기
- 강촌교 - 강촌교 옆에 대한민국 최초의 현수교였던 '등선교' 터가 있다.
- 노량대교 - 국도 제19호선 이설된 다리
- 창선교 - 국도 제3호선 남해도와창선도를 잇는 거더교